# 月魄
『月魄』（つきしろ）は、1908年（明治41年）に発表された菊池幽芳による日本の小説であり、同作を原作とし、1912年（明治45年）に福宝堂と横田商会、1922年（大正11年）に、松竹蒲田撮影所、1923年（大正12年）に松竹下加茂撮影所、1932年（昭和7年）に新興キネマ、1938年（昭和13年）に大都映画でそれぞれ製作・公開された日本の劇映画である。

## 略歴・概要
小説『月魄』の初出は、菊池幽芳の勤務先が発行する『大阪毎日新聞』、および『東京日日新聞』紙上で、1908年（明治41年）に掲載された。同年、金尾文淵堂から単行本が、『月魄 藤乃の巻』、『月魄 倭文子の巻』に分巻して刊行されている
菊池本人の回想するところによれば、本作の女主人公「倭文子」は、発表当時の日本における「理想の女性像」であるとのことである。
「家庭小説」のジャンルを確立したと言われた『己が罪』（1899年 - 1900年）、『乳姉妹』（1903年）、『毒草』（1917年）、『彼女の運命』（1923年）同様、本作もすぐに映画化された。1938年（昭和13年）の再映画化は、唯一トーキー作品であった。

## 1912年 福宝堂版
『月魄』（つきしろ）は、1912年（明治45年）製作・公開、福宝堂製作・配給による日本のサイレント映画、女性映画である。監督・脚本、出演者等、不明である。

### スタッフ・作品データ・キャスト
- 監督 : 不明
- 原作 : 菊池幽芳
- 出演 : 不明
- 製作 : 福宝堂
- 上映時間（巻数） : 不明
- フォーマット : 白黒映画 - スタンダードサイズ（1.33:1） - サイレント映画
- 公開日 :  日本 1912年1月21日
- 配給 :  福宝堂
- 初回興行 : 浅草・金竜館

## 1912年 横田商会版
『月魄』（つきしろ）は、1912年（明治45年）製作・公開、横田商会製作・配給による日本のサイレント映画、女性映画である。監督・脚本、出演者等、不明である。

### スタッフ・作品データ・キャスト
- 監督 : 不明
- 原作 : 菊池幽芳
- 出演 : 不明
- 製作 : 横田商会
- 上映時間（巻数） : 不明
- フォーマット : 白黒映画 - スタンダードサイズ（1.33:1） - サイレント映画
- 公開日 :  日本 1912年5月28日
- 配給 :  横田商会
- 初回興行 : 浅草・世界館

## 1922年版
『月魄』（つきしろ）は、1922年（大正11年）製作・公開、賀古残夢監督による日本のサイレント映画、女性映画である。

### スタッフ・作品データ
- 監督 : 賀古残夢
- 脚本 : 伊藤大輔
- 原作 : 菊池幽芳
- 撮影 : 長井信一
- 製作 : 松竹蒲田撮影所
- 上映時間（巻数） : 10巻
- フォーマット : 白黒映画 - スタンダードサイズ（1.33:1） - サイレント映画
- 公開日 :  日本 1922年7月11日
- 配給 :  松竹キネマ
- 初回興行 : 浅草・松竹館

### キャスト
- 武田春郎
- 川田芳子
- 東栄子
- 高尾光子
- 諸口十九
- 五月信子
- 井上正夫
- 五月操
- 堀川浪之助
- 吉田豊作
- 鈴木歌子
- 中川芳江

## 1923年版
『幽芳集 月魄』（ゆうほうしゅう つきしろ）は、1923年（大正12年）製作・公開、池田義信監督による日本のサイレント映画、女性映画である。オムニバス映画『幽芳集』の1篇として製作され、野村芳亭監督の『幽芳集 己が罪』および『幽芳集 乳姉妹』とともに3本立てで公開された。

### スタッフ・作品データ
- 監督 : 池田義信
- 脚本 : 野村芳亭
- 原作 : 菊池幽芳
- 撮影 : 長井信一
- 製作 : 松竹下加茂撮影所
- 上映時間（巻数） : 不明（短篇）
- フォーマット : 白黒映画 - スタンダードサイズ（1.33:1） - サイレント映画
- 公開日 :  日本 1923年12月31日
- 配給 :  松竹キネマ
- 初回興行 : 浅草・大勝館
- オムニバス映画『幽芳集』の1篇

### キャスト
- 諸口十九
- 川田芳子
- 高尾光子
- 柳さく子
- 志賀靖郎
- 藤間林太郎

## 1932年版
『月魄』（つきしろ）は、1932年（昭和7年）製作・公開、渡辺新太郎監督による日本のサイレント映画、女性映画である。

### スタッフ・作品データ
- 監督 : 渡辺新太郎
- 脚本 : 八尋不二
- 原作 : 菊池幽芳
- 撮影 : 川崎常次郎
- 製作 : 新興キネマ
- 上映時間（巻数 / メートル） : 15巻 / 3,740メートル
- フォーマット : 白黒映画 - スタンダードサイズ（1.33:1） - サイレント映画
- 公開日 :  日本 1932年5月25日
- 配給 :  新興キネマ
- 初回興行 : 浅草・常盤座 / 新宿・帝国館 / 日本橋・日本橋劇場 / 麻布・新興館 / 馬込・馬込館

### キャスト
- 森静子 - 川上倭文子
- 河津清三郎 - 正木貞雄
- 高津慶子 - 遠山藤乃
- 水原玲子 - 喬の妹田鶴子
- 徳川良子 - 小間使磯
- 草間実 - 陸軍中佐久松喬
- 荒木忍 - 倭文子の父益良
- 若葉馨 - 梅小路伯爵
- 久米順子 - 立花錦子
- 生方一平 - 鍋島直樹
- 小池春江 - 益良の妻民子
- 隅田ます代 - 喬の母お石
- 若草美都子 - 芸者文竜
- 金沢美都子 - 梅小路伯爵の娘瑞枝
- 金沢伊都夫 - その弟勝人
- 鈴木勝彦 - 川上保夫
- 小阪信夫 - 代書人重沢

## 1938年版
『月魄』（つきしろ）は、1938年（昭和13年）製作・公開、吉村操監督による日本のトーキー、女性映画である。

### スタッフ・作品データ
- 監督 : 吉村操
- 脚本 : 大井利与
- 原作 : 菊池幽芳
- 撮影 : 広川朝次郎
- 製作 : 大都映画
- 上映時間 （巻数） : 8巻
- フォーマット : 白黒映画 - スタンダードサイズ（1.37:1） - モノラル録音
- 公開日 :  日本 1938年5月5日
- 配給 :  大都映画
- 初回興行 : 浅草・大都劇場

### キャスト
- 琴糸路
- 水島道太郎
- 藤間林太郎
- 松風千枝子
- 松道枝
- 松平真紗子

## ビブリオグラフィ
国立国会図書館蔵書。
- 『月魄』、菊池幽芳、金尾文淵堂、1908年
- 『幽芳全集 第3巻』、菊池幽芳、国民図書、1924年
- 『菊池幽芳全集 第1-4巻』、菊池幽芳、改造社、1933年
- 『月魄』、菊池幽芳、大洋社出版部、1939年
- 『菊池幽芳全集 第3卷』、菊池幽芳、日本図書センター、1997年5月 ISBN 4820581821

## 註
1. 1 2 3  菊池幽芳、日本映画データベース、2009年11月26日閲覧。
2. 1 2  OPAC NDL 検索結果、国立国会図書館、2009年11月26日閲覧。
3. ↑  「私の自叙伝」、『菊池幽芳全集』、菊池幽芳、日本図書センター、1997年5月 ISBN 4820581791, 所収。
4. ↑  菊池幽芳、『講談社 日本人名大辞典』、講談社 / 『百科事典マイペディア』、日立システムアンドサービス、コトバンク、2009年11月26日閲覧。